# Grillenburger Sandstein

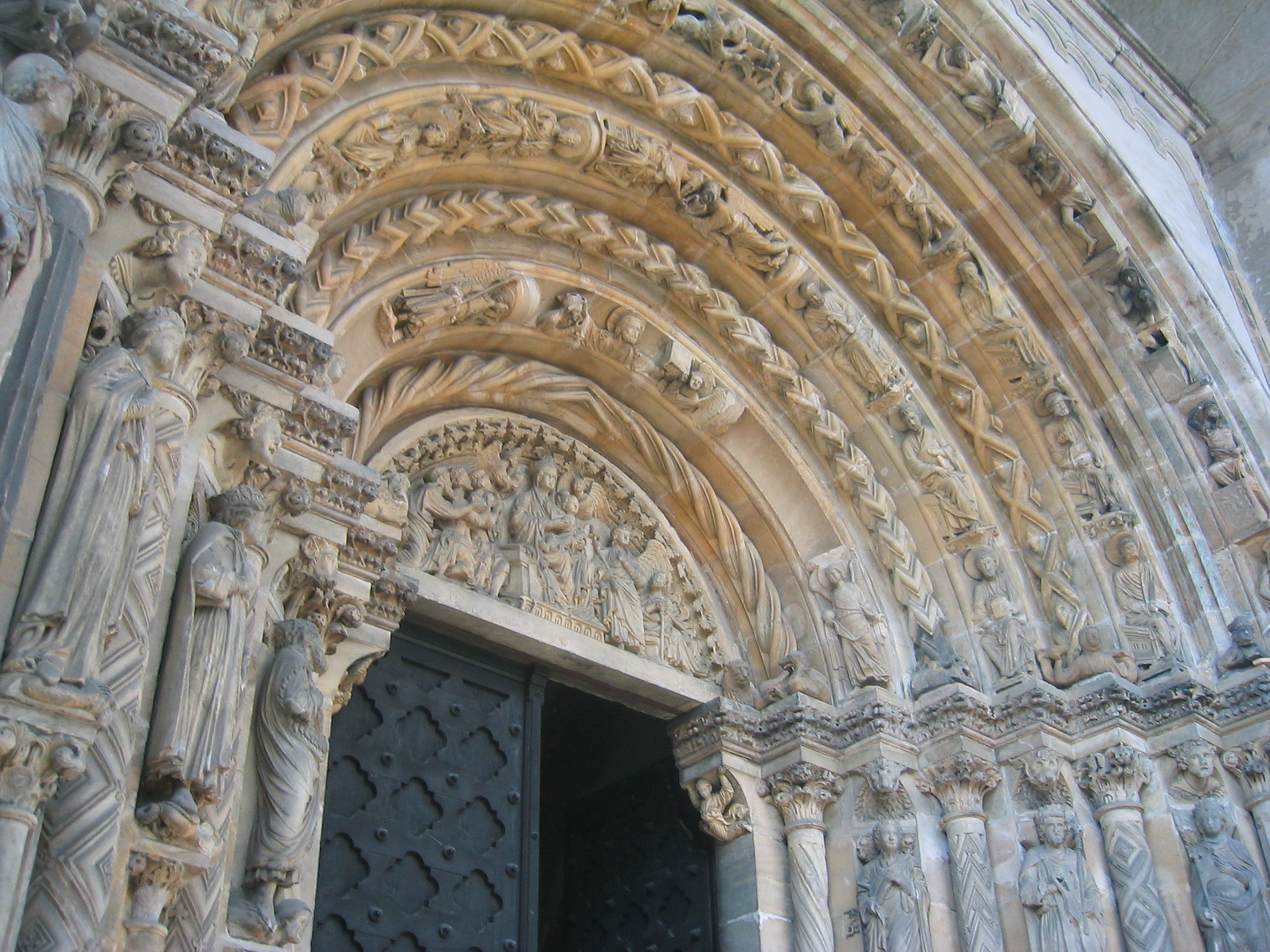
Goldene Pforte am Freiberger Dom aus Grillenburger Sandstein

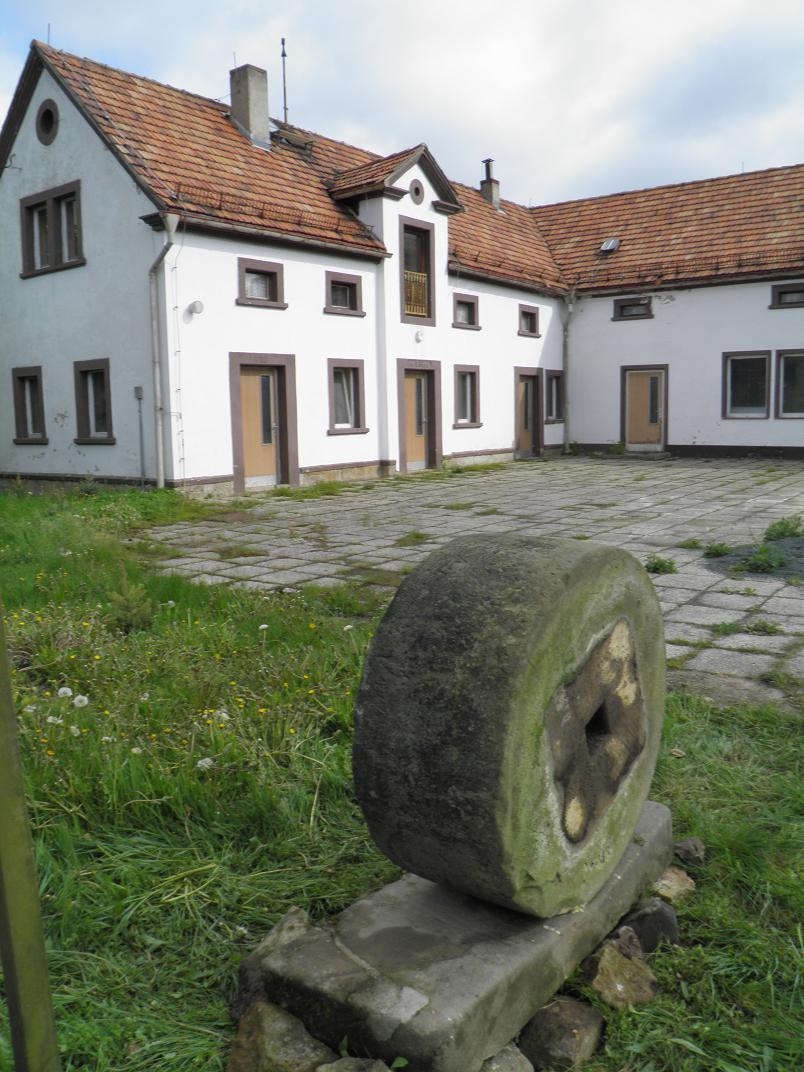
Letzter Mühl- bzw. Schleifstein aus Grillenburger Sandstein vor der ehemaligen Steinbruchverwaltung an der Seerenteichstraße in Grillenburg

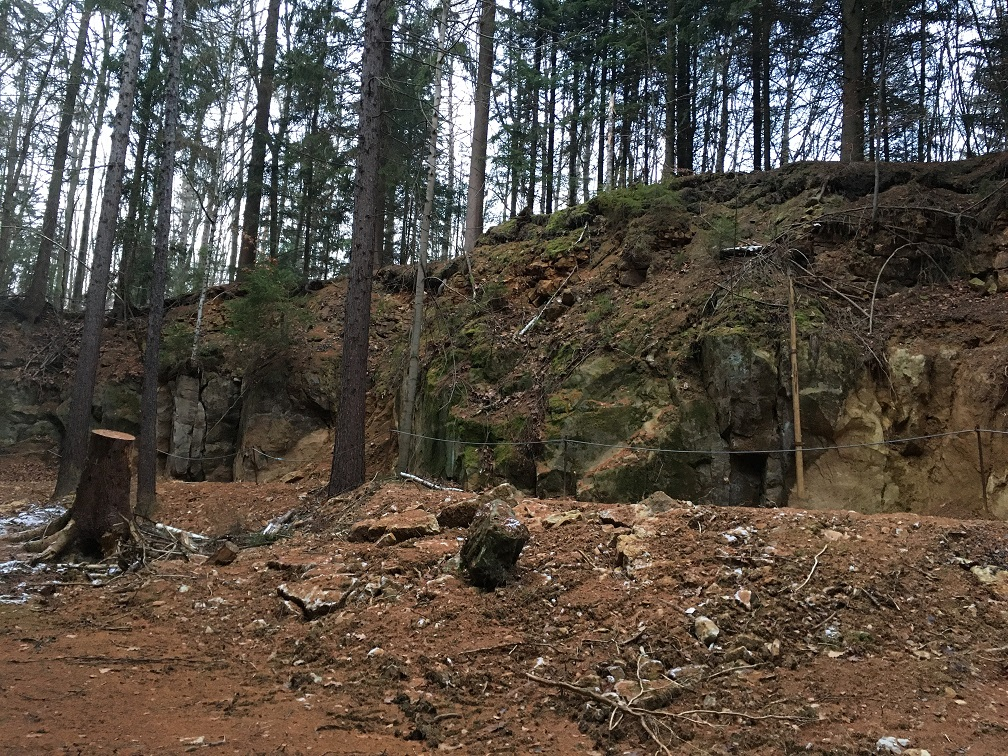
Der 2020 für den Geopark „Sachsens Mitte“ wieder zugänglich gemachte Sandsteinbruch am Flügel Jägerhorn bei Grillenburg, Tharandter Wald

Der Grillenburger Sandstein gehört zu den kreidezeitlichen Sandsteinen aus Sachsen.
Abgebaut wurde er im Sandsteinbruch am Flügel Jägerhorn bei Grillenburg im Tharandter Wald, Osterzgebirge. Wie alle kreidezeitlichen Werksandsteine aus Sachsen hat sich auch der Grillenburger Sandstein in einem flachen Meer gebildet, wie an den verschiedenen marinen Spurenfossilien, u. a. von Zehnfußkrebsen, erkennbar ist. Er entstand vor ca. 95 Millionen Jahren im oberen Cenomanium, ist damit älter als die Sandsteine des Elbsandsteingebirges. Der aktive Sandsteinabbau am Flügel Jägerhorn begann nachweislich etwa 1170 und wurde um 1940 – als letzter verbliebener cenomanzeitlicher Werksandsteinbruch auf dem „Osterzgebirge“ – endgültig eingestellt. So ist dieser doch recht kleine Steinbruch das Zeugnis einer – mit Unterbrechungen – immerhin 770 Jahre andauernden Abbautätigkeit nach Werksandsteinen im Tharandter Wald. Die vom Universalgelehrten J. F. Henckel veröffentlichten Kupferstiche der fossilen Hahnenkamm-Muschel Rastellum carinatum und der Pectinide Merklinia aspera aus dem „Sandsteinbruche im Grüllenburger Walde“ sind in der Literatur die bisher ältesten bekannten Abbildungen von sächsischen Kreidefossilien.
Die „Werksteinbank“ im Sandsteinbruch am Flügel Jägerhorn wurde in den letzten über 130 Jahren fälschlicherweise den Niederschönaer Schichten (der Niederschöna-Formation) zugeordnet und als fossilfreier Dünensandstein interpretiert. Auch in allen anderen Sandsteinbrüche z. B. im Tharandter Wald, der Paulsdorfer und Dippoldiswalder Heide sowie bei Bannewitz wurde die Oberhäslich-Formation (der ehemalige „Unterquader“) abgebaut, zu der auch der Grillenburger Sandstein gehört.

## Gesteinsbeschreibung und Verwendung
Der sehr reine, weiß bis gelbliche Grillenburger Sandstein besteht zu 99 % aus Quarzkörnern. Die überwiegende Korngröße liegt zwischen 0,2 bis 0,5 mm, was einem Mittelsandstein entspricht. Die gut gerundeten Quarze sind mäßig kieselig gebunden. Die 5 m mächtige „Werksteinbank“ im Sandsteinbruch am Flügel Jägerhorn ist ein homogener, massiger Sandstein ohne Schichtfugen, Schrägschichtung oder sonstige Sedimentstrukturen, Tonlagen treten ebenfalls nicht auf.
Die Herkunft zahlreicher bedeutender Bauten und Skulpturen aus dem Sandstein des „Grillenburger Waldes“ wird in diesem Steinbruch verortet – auch aufgrund petrographisch-gesteinstechnischer Untersuchungen. Historisch belegt ist, dass beispielsweise 1225 die Goldene Pforte des Freiberger Domes  aus Grillenburger Sandstein gefertigt wurde. Das Material wurde auch für den Bau des Jagdsitzes in Grillenburg (1216), am Kloster Altzella (1170, 1220–1230), des Meißner Doms (1266–1290), der Albrechtsburg (1471) in Meißen und vieler weiterer bedeutender Bauwerke verwand (Zusammenstellung siehe  und ). Ab Anfang des 19. Jahrhunderts wurden daraus bevorzugt Schleifsteine für Holzschleifereien gefertigt.
Siehe auch
- Liste der Sandsteine
- Cottaer Sandstein
- Postaer Sandstein
- Reinhardtsdorfer Sandstein